# Томаш Жонса
Томаш Марјуш Жонса (пољ. Tomasz Mariusz Rząsa; Краков, 11. март 1973) је бивши пољски фудбалер.

## Биографија
Жонса је током своје каријере у Пољској играо само у Сокол Пњеву, а касније одлази у Швајцарску, у Грасхопер. Осим Грасхопера, у Швајцарској је играо и за Лугано и Јанг Бојс. Освојио је и две титуле првака Швајцарске са Грасхопером: 1995/96 и 1996/97.
1997. године одлази у Холаднију и потписује за Де Графсхап, где проводи две сезоне. 1999. године прелази у Фајенорд са којим осваја Куп УЕФА у сезони 2001/02. и Суперкуп Холандије исте године.
Лета 2003. Жонса потписује уговор са шампионом Србије, Партизаном. Био је члан генерације која је играла по први пут у Лиги шампиона. У својој петој сезони у најелитнијем европском клупском такмичењу, Жонса је одиграо 4 утакмице. 
Након Партизана, Жонса се враћа у Холандију, где проводи наредне две сезоне. У сезони 2004/05. је играо за Херенвен, а 2005/06. за АДО Ден Хаг.
Две последње сезоне у каријери, Жонса је провео у Аустрији, где је наступао за Рид.

## Трофеји

### Грасхопер
- Првенство Швајцарске (2) : 1995/96, 1996/97.

### Фајенорд
- Суперкуп Холандије (1) : 2002.
- Куп УЕФА (1) : 2001/02.